# 塞里奥镇
塞里奥镇（義大利語：Villa di Serio），是意大利贝加莫省的一个市镇。总面积4.56平方公里，人口6555人，人口密度1437.5人/平方公里（2009年）。国家统计（ISTAT）代码为016240。